# Marcos Ondruska
Marcos Ondruska, né le 18 décembre 1972 à Bloemfontein, est un ancien joueur de tennis professionnel sud-africain.
Le 10 mai 1993, il atteint la 27e place mondiale qui reste son meilleur classement en simple.

## Palmarès

### Finales en simple messieurs
| No | Date       | Nom et lieu du tournoi                | Catégorie    | Dotation  | Surface      | Vainqueur       | Score         |  |
| -- | ---------- | ------------------------------------- | ------------ | --------- | ------------ | --------------- | ------------- |  |
| 1  | 14-09-1992 | Cologne Open, Cologne                 | World Series | 240 000 $ | Terre (ext.) | Bernd Karbacher | 7-6, 6-4      |  |
| 2  | 22-02-1993 | Purex Championships, Scottsdale       | World Series | 275 000 $ | Dur (ext.)   | Andre Agassi    | 6-2, 3-6, 6-3 |  |
| 3  | 14-10-1996 | Joyce Eisenberg Israel Open, Tel Aviv | World Series | 303 000 $ | Dur (ext.)   | Javier Sánchez  | 6-4, 7-5      |  |

### Titres en double messieurs
| No | Date       | Nom et lieu du tournoi                       | Catégorie    | Dotation  | Surface      | Partenaire       | Finalistes                     | Score    |  |
| -- | ---------- | -------------------------------------------- | ------------ | --------- | ------------ | ---------------- | ------------------------------ | -------- |  |
| 1  | 08-01-1996 | BellSouth Open Auckland                      | World Series | 303 000 $ | Dur (ext.)   | Jack Waite       | Jonas Björkman Brett Steven    | Forfait  |  |
| 2  | 23-09-1996 | Campionati Internazionali di Sicilia Palerme | World Series | 303 000 $ | Terre (ext.) | Andrew Kratzmann | Cristian Brandi Emilio Sánchez | 7-6, 6-4 |  |
| 3  | 14-10-1996 | Joyce Eisenberg Israel Open Tel Aviv         | World Series | 303 000 $ | Dur (ext.)   | Grant Stafford   | Noam Behr Eyal Erlich          | 6-3, 6-2 |  |
| 4  | 18-08-1997 | Waldbaum’s Hamlet Cup Long Island            | World Series | 303 000 $ | Dur (ext.)   | David Prinosil   | Mark Keil T.J. Middleton       | 6-4, 6-4 |  |

### Finales en double messieurs
| No | Date       | Nom et lieu du tournoi           | Catégorie           | Dotation  | Surface         | Vainqueurs                | Partenaire    | Score         |  |
| -- | ---------- | -------------------------------- | ------------------- | --------- | --------------- | ------------------------- | ------------- | ------------- |  |
| 1  | 15-02-1993 | Comcast U.S. Indoor Philadelphie | Championship Series | 575 000 $ | Moquette (int.) | Jim Grabb Richey Reneberg | Brad Pearce   | 6-7, 6-3, 6-0 |  |
| 2  | 29-03-1993 | South African Open Durban        | World Series        | 275 000 $ | Dur (ext.)      | Lan Bale Byron Black      | Johan de Beer | 7-6, 6-2      |  |

## Parcours dans les tournois du Grand Chelem

### En simple
| Année | Open d'Australie | Open d'Australie | Roland-Garros | Roland-Garros       | Wimbledon | Wimbledon        | US Open  | US Open         |
| ----- | ---------------- | ---------------- | ------------- | ------------------- | --------- | ---------------- | -------- | --------------- |
| 1991  | -                | -                | 3e tour       | Guy Forget          | -         | -                | 1er tour | Guy Forget      |
| 1992  | -                | -                | -             | -                   | 1er tour  | Gary Muller      | -        | -               |
| 1993  | 1er tour         | Magnus Larsson   | 2e tour       | Pete Sampras        | 2e tour   | Derrick Rostagno | 1er tour | Patrick McEnroe |
| 1994  | 2e tour          | Jim Courier      | 1er tour      | Alexander Volkov    | 2e tour   | Jonas Björkman   | 3e tour  | Javier Frana    |
| 1995  | 3e tour          | Patrick Rafter   | 1er tour      | Renzo Furlan        | 1er tour  | Karol Kučera     | 3e tour  | Petr Korda      |
| 1996  | 4e tour          | Jim Courier      | 1er tour      | Gerard Solves       | 1er tour  | Todd Martin      | 1er tour | Leander Paes    |
| 1997  | 1er tour         | Sargis Sargsian  | 2e tour       | Arnaud Boetsch      | 2e tour   | Todd Woodbridge  | 2e tour  | Greg Rusedski   |
| 1998  | 1er tour         | Richey Reneberg  | -             | -                   | -         | -                | 1er tour | Bob Bryan       |
| 1999  | 1er tour         | Gustavo Kuerten  | -             | -                   | -         | -                | -        | -               |
| 2000  | -                | -                | -             | -                   | -         | -                | -        | -               |
| 2001  | 1er tour         | Greg Rusedski    | 2e tour       | Juan Carlos Ferrero | -         | -                | -        | -               |

### En double
N'a jamais participé à un tableau final